# Naoto Oshima
Naoto Oshima (大島 直人, Ōshima Naoto, 26 de janeiro de 1964) é um artista e designer japonês mais conhecido por ter projetado e co-criado o personagem Sonic the Hedgehog da franquia de jogos eletrônicos homônima da Sega.
Apesar de Yuji Naka já ter criado a tech demo original no qual a jogabilidade de Sonic seria baseada, o personagem em seu protótipo era uma bola que não tinha quaisquer características específicas. A Sonic Team considerou diversos mascotes de animais em potencial antes de decidir sobre o design de Ohshima, com um tatu ou ouriço sendo as melhores escolhas, porque seus espinhos funcionavam bem com o conceito de rolar sobre os inimigos.
Depois de deixar a Sonic Team, Ohshima formou uma empresa independente de jogos chamada Artoon. Lá, ele passou a trabalhar em jogos como Pinobee e Blinx: The Time Sweeper, e em 2004, a sequela de Blinx, Blinx 2: Masters of Time & Space. Em 2010, a Artoon foi absorvida pela AQ Interactive. Naquele mesmo ano, ele e outros membros importantes de Artoon saíram para formar Arzest. No início de sua carreira, ele foi creditado sob o apelido de "Big Island" em vários jogos, o que é uma tradução literal do seu sobrenome.

## Obras
- Phantasy Star (1987) – Designer
- Space Harrier 3-D (1988) – Artista
- SpellCaster (1988) – Designer
- Phantasy Star II (1989) – Designer
- Tommy Lasorda Baseball (1989) – Designer
- Last Battle (1989) – Diretor de arte
- Sonic the Hedgehog (1991) – Designer de personagens
- Fatal Labyrinth (1991) – Designer
- Sonic CD (1993) – Diretor
- Knuckles' Chaotix (1995) – Conceito de personagens originais
- Sonic 3D Blast (1996) – Orientador
- Nights into Dreams... (1996) – Diretor, designer de personagens
- Christmas Nights (1996) – Diretor, designer de personagens
- Sonic R (1997) – Orientador de gráficos
- Sonic Jam (1997) – Supervisor
- Burning Rangers (1998) – Diretor, designer de personagens, artista
- Sonic Adventure (1998) – Designer
- Pinobee: Wings of Adventure (2001) – Diretor
- The King of Fighters EX: Neo Blood (2002) – Diretor de arte
- Ghost Vibration (2002) – Game designer
- Blinx: The Time Sweeper (2002) – Diretor
- Blinx 2: Masters of Time and Space (2004) – Diretor
- Yoshi's Universal Gravitation (2004) – Produtor
- Yoshi's Island DS (2006) – Produtor sênior
- Blue Dragon (2006) – Produtor executivo
- Vampire Rain (2007) – Produtor
- Away: Shuffle Dungeon (2008) – Designer de personagens
- FlingSmash (2010) – Produtor sênior
- Yoshi's New Island (2014) – Produtor de desenvolvimento
- Terra Battle (2015) – Designer de personagens
- Mario & Sonic at the Rio 2016 Olympic Games (2016) – Supervisor
- Hey! Pikmin (2017) – Produtor de desenvolvimento